# Blaster Master (saga)
Blaster Master es una saga de videojuegos creada por Sunsoft cuya serie cuenta con unos cinco juegos aparecidos en NES, Game Boy, Sega Genesis, Game Boy Color y PlayStation:
- Blaster Master (NES)
- Blaster Master Boy (Game Boy)
- Blaster Master 2 (Sega Genesis)
- Blaster Master: Enemy Below (GBC)
- Blaster Master: Blasting Again (PlayStation)
- Blaster Master Zero (3ds/nintendo switch)

- Datos: Q5730147